# デンソーテクノ
デンソーテクノ株式会社（英：Denso Techno Inc.）は、愛知県大府市に本社を置く企業である。

## 概要
日本電装（現・デンソー）と日本システム技術の折半出資により設立。後に日本電装が全株式を取得し、子会社化した。
主な取引先はデンソーであり、量産開発と設計を事業領域とし、ソフトウェア設計・電子回路設計・機器設計などを常駐または受託により行う 。

## 沿革
- 1984年（昭和59年）- 名古屋市中村区に東海テクノシステム株式会社（資本金8,000万円）を設立。
- 1991年（平成3年）- 大府市中央町に大府技術センター（現本社）竣工。
- 1993年（平成5年）- 資本金を1億8,000万円に増資。
- 1996年（平成8年）- 社名をデンソーテクノ株式会社に変更。
- 2005年（平成17年）
  - フィリピンにデンソーテクノフィリピン株式会社を設立。
  - ISO 9001取得。
- 2006年（平成18年）- 刈谷市大正町に刈谷技術センター竣工。
- 2007年（平成19年）- 福岡市博多区店屋町に福岡技術センター開設。
- 2010年（平成22年）
  - 本社を名古屋市中村区から大府市中央町に移転。
  - 安城市三河安城南町に安城技術センター開設。
- 2013年（平成25年）- 安城市三河安城町に第2安城技術センター開設。
- 2015年（平成27年）- 安城市三河安城町に第3安城技術センター開設。
- 2017年（平成29年）- 安城市三河安城本町に第4安城技術センター開設。
- 2018年（平成30年）- 安城市三河安城南町に安城技術センター新館開設[3]。

## 事業所
- 本社（愛知県大府市）
- 刈谷技術センター（愛知県刈谷市）
- 安城技術センター（愛知県安城市）
- 安城技術センター新館（愛知県安城市）
- 第2安城技術センター（愛知県安城市）
- 第3安城技術センター（愛知県安城市）
- 第4安城技術センター（愛知県安城市）
- 福岡技術センター（福岡県福岡市博多区）
- 刈谷第1事業所（愛知県刈谷市）
- 刈谷第2事業所（愛知県刈谷市）
- 幸田事業所（愛知県額田郡幸田町）
- 阿久比事業所（愛知県知多郡阿久比町）
- 豊田事業所（愛知県豊田市）
- 湖西事業所（静岡県湖西市）
- 大安事業所（三重県いなべ市）

## グループ会社
- デンソーテクノフィリピン株式会社（DENSO TECHNO PHILIPPINES,INC.）（フィリピン）